# Adolphsbrücke
Adolphsbrücke (en español, puente de Adolfo) es un histórico puente fluvial de la ciudad de Hamburgo, Alemania, uno de varios que atraviesan el Alsterfleet, el afluente del río Elba que lo conecta con el Binnenalster. Encima del puente transcurre la calle homónima, que une las calles de Neuen Wall y Alten Wall.

## Descripción
El puente, de 36 metros de largo y 11,4 metros de ancho, está formado por tres arcos escarzanos dovelados y carentes de jambas (teniendo la impostas prácticamente a nivel del agua). Los pilares que separan los arcos están coronados por apoyos adornados en forma de púlpitos, cuatro en total (dos en cada cara del puente), que aguantan el peso de la calzada.
El puente fue diseñado por el arquitecto Johann Hermann Maack y erigido en 1845. En 1972, durante la construcción del túnel del tren de cercanías de Hamburgo (S-Bahn), el puente fue demolido, conservando sus piezas y adornos originales. Acabadas las obras, fue reconstruido con las piezas originales y con los cimientos reforzados en hormigón armado.
Cuatro antiguas farolas adornan el puente, colocadas directamente por encima de los pilares. Las cuatro, también diseñadas por Maack, fueron declaradas monumentos culturales de la ciudad de Hamburgo el 12 de marzo de 1943 (con número de registro 14221). Las cifras romanas grabadas en las bases de las farolas (MDCCCXLVI) indican el año de su fabricación, 1846.
El Adolphsbrücke recibe su nombre en memoria de Adolfo IV de Schauenburgo y Holstein, fundador del monasterio María Magdalena del Hospital del Espíritu Santo. La plaza donde se encuentra dicho monasterio, Adolphsplatz, también lleva su nombre.

## Galería

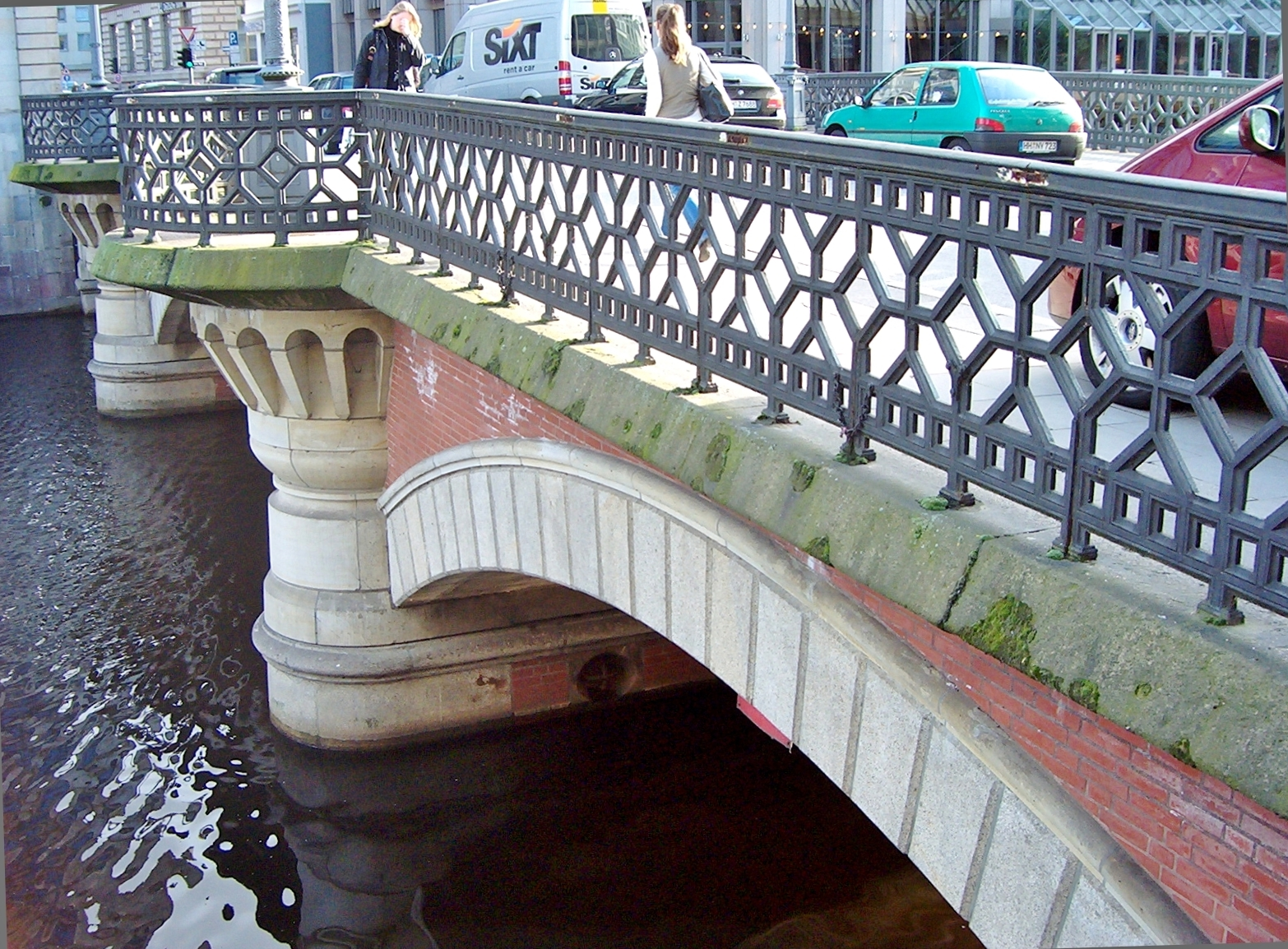
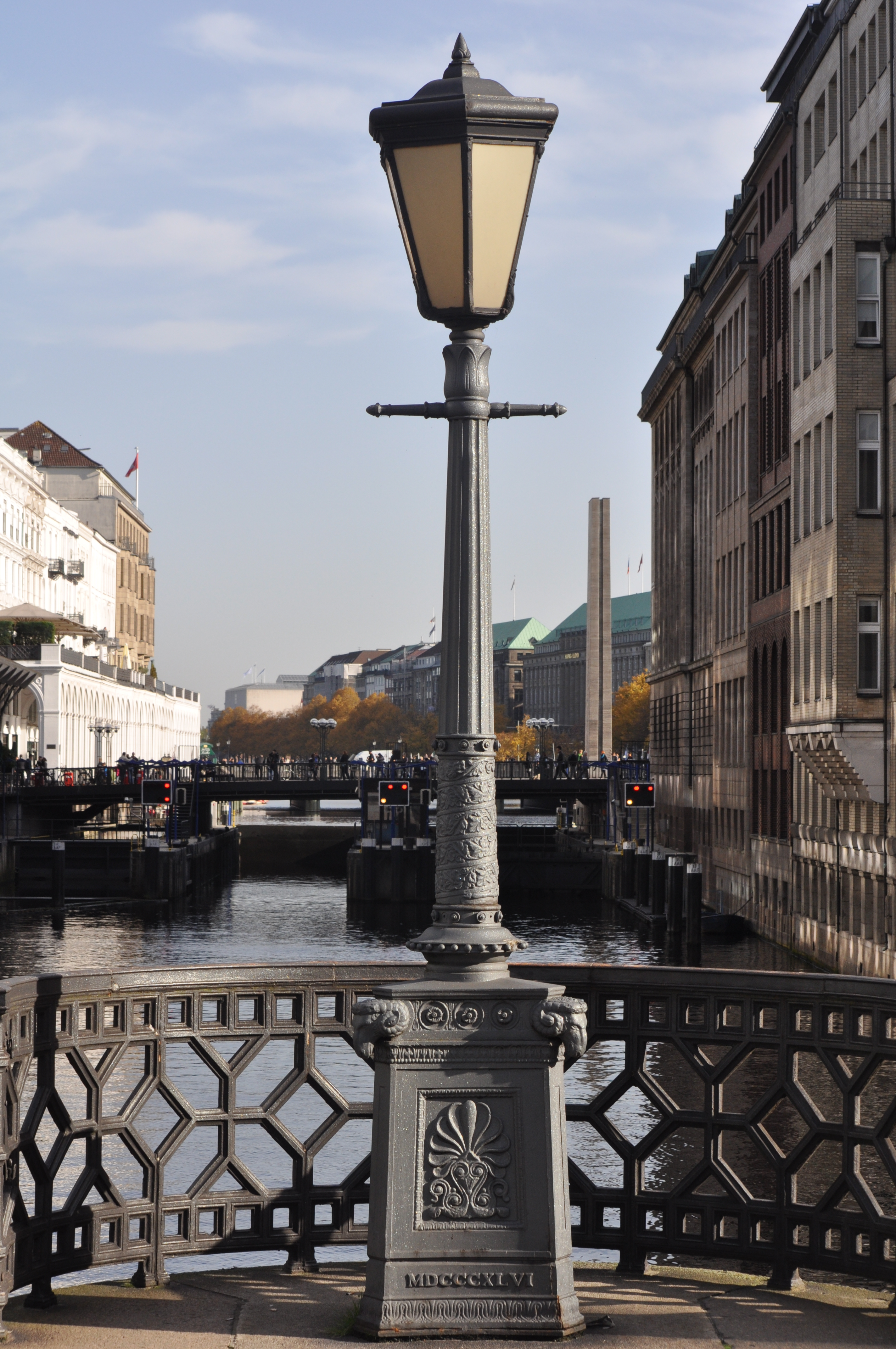
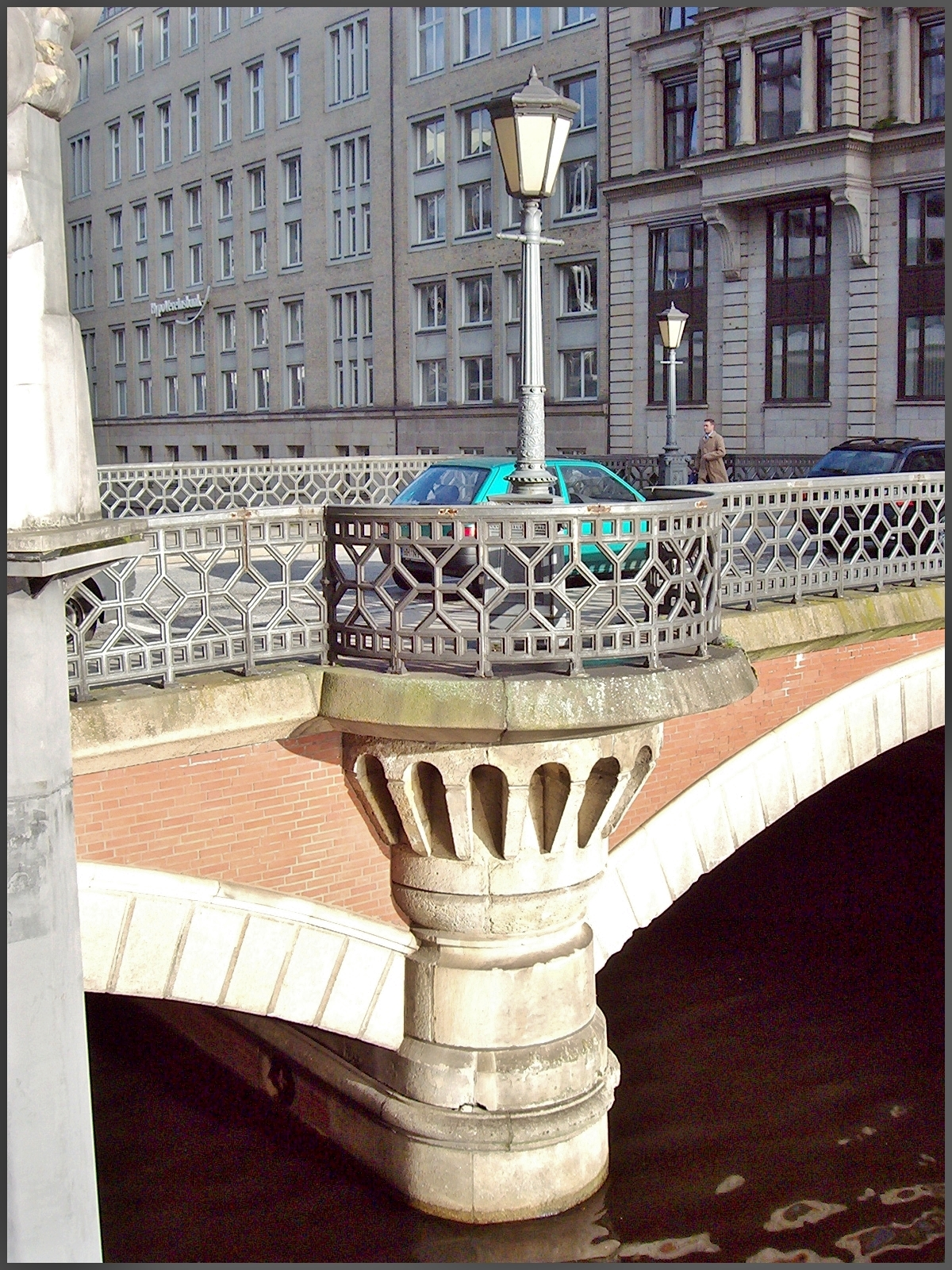
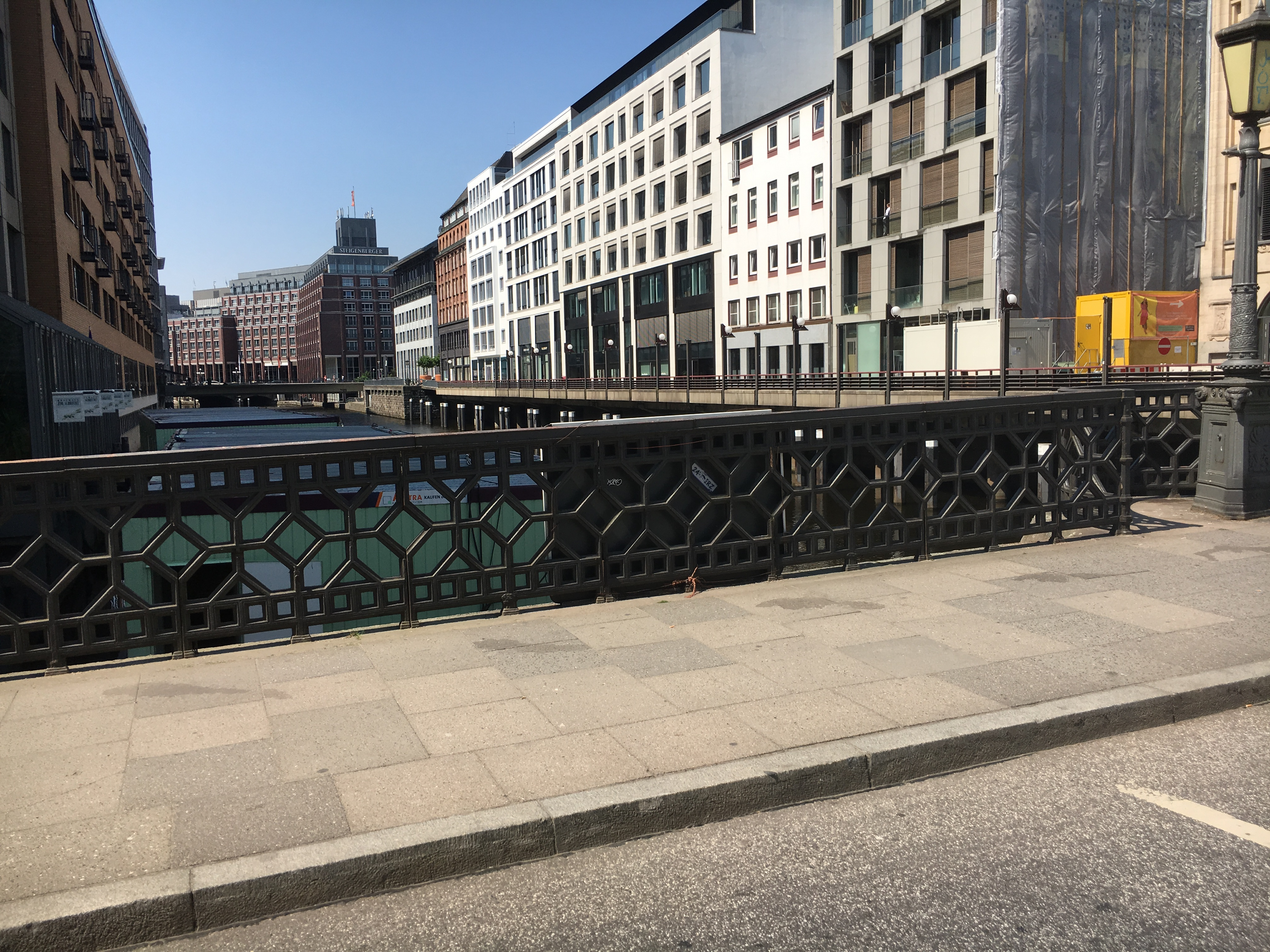
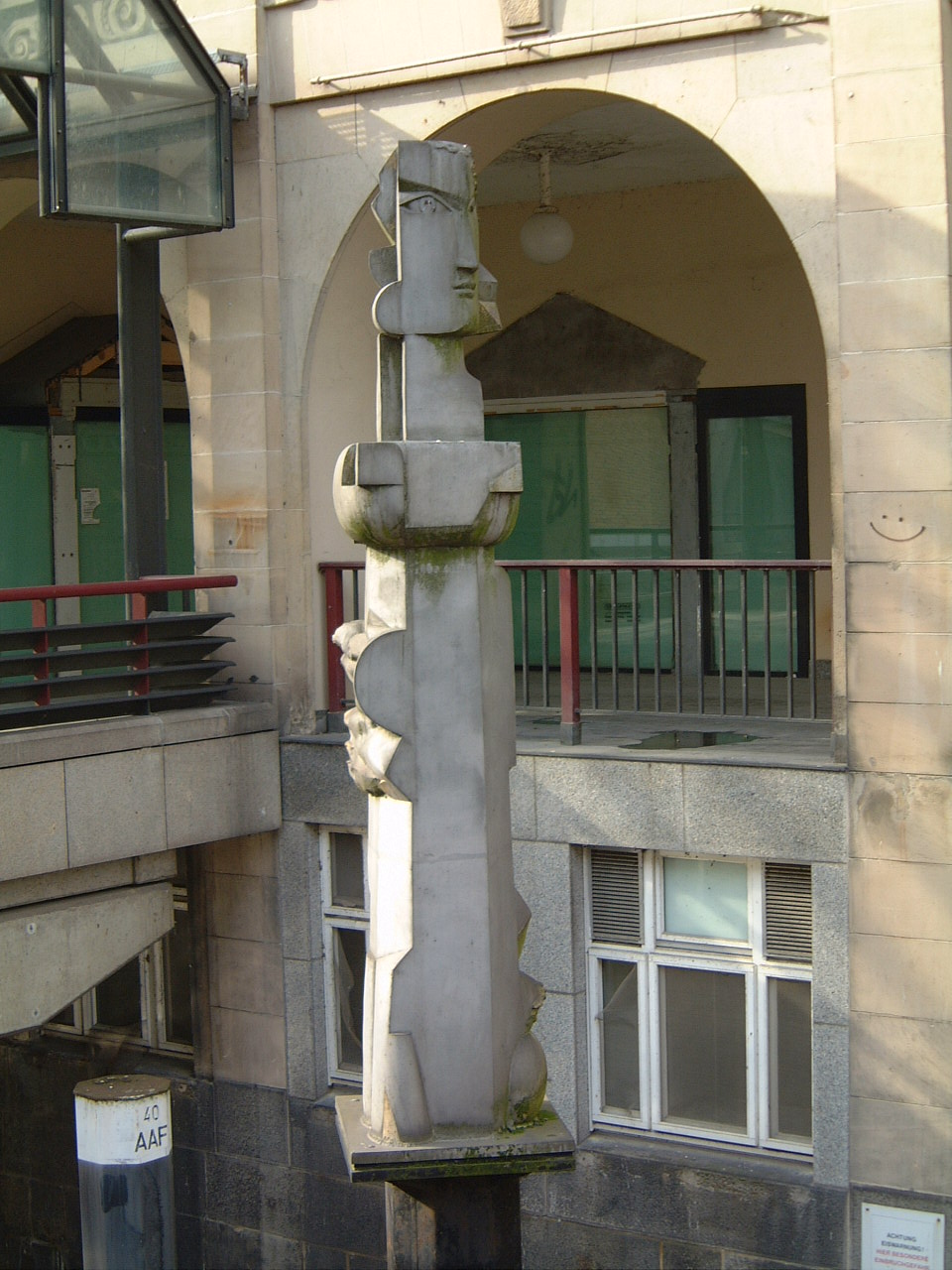